# Jeremy Irvine
Jeremy Irvine, pseudonimo di Jeremy William Fredric Smith (Gamlingay, 18 giugno 1990), è un attore britannico.

## Biografia

### Le origini
Nato il 18 giugno 1990 e cresciuto a Gamlingay, una piccola cittadina nella contea di Cambridgeshire in Inghilterra. La madre Bridget è un politico del luogo, mentre il padre Chris Smith è un ingegnere; Jeremy ha due fratelli più piccoli Lawrence e Toby Irvine, anche egli attore, noto per aver interpretato Pip da bambino in Grandi speranze. Ha scelto come nome d'arte Jeremy Irvine in onore di suo nonno appena deceduto. All'età di 19 anni tentò di arruolarsi nell'esercito britannico, ma la sua domanda fu respinta, a causa del suo diabete mellito di tipo 1, patologia di cui Jeremy soffre, come i suoi due fratelli, da quando era bambino.

### Carriera
Nel giugno 2010 Jeremy Irvine è scelto per interpretare il protagonista nel film War Horse di Steven Spielberg. Il film è un adattamento cinematografico di un romanzo di Michael Morpurgo. Jeremy interpreta il personaggio principale, Albert Narracott, insieme a Peter Mullan ed Emily Watson, che interpretano rispettivamente suo padre e sua madre. Per la sua interpretazione riceve una nomination ai London Critics Circle Film Awards e agli Empire Awards.
Nel 2011 Jeremy Irvine è stato scelto per interpretare il ruolo di Pip in Grandi speranze, adattamento cinematografico del romanzo di Charles Dickens, insieme ad Helena Bonham Carter nel ruolo di Miss Havisham..
Sempre nel 2011 viene scelto per interpretare la parte di Eric Lomax da giovane nel film Le due vie del destino - The Railway Man insieme ai premi Oscar Colin Firth e Nicole Kidman.
Il 16 agosto 2013 viene annunciato sul sito della scrittrice Lauren Kate che Irvine è stato scelto per interpretare il ruolo di Daniel Grigori nel film della saga Fallen. Nel 2014 viene scelto dal regista tedesco Roland Emmerich, per interpretare il giovane diciottenne omosessuale Danny Winters, in Stonewall insieme a Jonathan Rhys-Meyers e Ron Perlman: il film ripercorre i fatti realmente accaduti dei moti di Stonewall, il 28 giugno del 1969 a New York. Il film riscuote un discreto successo nei botteghini, ma non di critica, in quanto il regista Roland Emmerich venne accusato dai critici e dalla comunità LGBT di non aver raccontato appieno come si svolsero i fatti quella notte.
Nel 2021 è stato annunciato come Alan Scott nella serie televisiva di HBO Max Green Lantern che sarà parte integrante del DC Extended Universe.
Dal 2025 è Henry Beauchamp, il padre di Claire Beauchamp, nel prequel di Outlander, Outlander: Blood of My Blood.

## Vita privata
Irvine ha il diabete mellito di tipo 1 fin da bambino: "Quando avevo sei anni, mi è stato diagnosticato il diabete di tipo 1 e da allora faccio quattro iniezioni di insulina al giorno, che io stesso mi somministro.". I suoi due fratelli soffrono anch'essi di diabete. Jeremy è stato coinvolto in studi con la Juvenile Diabetes Research Foundation (JDRF) per testare un nuovo pancreas artificiale, una nuova forma di misuratore automatico di glucosio collegato a una pompa portatile per insulina. Il test ha avuto luogo presso l'ospedale di Addenbrooke con l' Università di Cambridge nel corso del 2005 e il 2007. Irvine raccontò la sua esperienza con il diabete a Camilla, duchessa di Cornovaglia durante una visita alla Cambridge Welcome Trust Clinical Research Facility il 7 febbraio 2012. Ha presenziato di nuovo con la duchessa il 31 gennaio 2013 per la University college London Hospitals NHS Foundation Trust nel reparto di degenza giovanile, dopo che era diventato presidente della JDRF nel 2012.

## Filmografia

### Cinema
- War Horse, regia di Steven Spielberg (2011)
- Now Is Good, regia di Ol Parker (2012)
- Grandi speranze (Great Expectations), regia di Mike Newell (2012)
- Le due vie del destino - The Railway Man (The Railway Man), regia di Jonathan Teplitzky (2013)
- A Night in Old Mexico, regia di Emilio Aragón (2013)
- The Reach - Caccia all'uomo (The Reach), regia di Jean-Baptiste Léonetti (2014)
- L'angelo della morte (The Woman in Black: Angel of Death), regia di Tom Harper (2014)
- The World Made Straight, regia di David Burris (2015)
- Stonewall, regia di Roland Emmerich (2015)
- Fallen, regia di Scott Hick (2016)
- This Beautiful Fantastic, regia di Simon Aboud (2016)
- Mamma Mia! Ci risiamo (Mamma Mia! Here We Go Again), regia di Ol Parker (2018)
- Billionaire Boys Club, regia di James Cox (2018)
- Il professore e il pazzo (The Professor and the Madman), regia di Farhad Safinia (2019)
- Paradise Hills, regia di Alice Waddington (2019)
- Era mio figlio (The Last Full Measure), regia di Todd Robinson (2020)
- Benediction, regia di Terence Davies (2021)
- This Christmas, regia di Chris Foggin (2022)

### Televisione
- Life Bites – serie TV, 12 episodi (2009)
- Treadstone – serie TV, 10 episodi (2019)
- L'ispettore Dalgliesh (Dalgliesh) – serie TV, 4 episodi (2021)
- Outlander: Blood of My Blood – serie TV, 10 episodi (2025)

## Doppiatori italiani
Nelle versioni in italiano delle opere in cui ha recitato, Jeremy Irvine è stato doppiato da:
- Davide Perino in Now Is Good, Le due vie del destino - The Railway Man, The Reach - Caccia all'uomo, Paradise Hills
- Alessandro Campaiola in War Horse, Mamma Mia! Ci risiamo
- Edoardo Stoppacciaro ne L'angelo della morte
- Gianfranco Miranda in Grandi speranze
- Emanuele Ruzza in Stonewall
- Manuel Meli in Fallen
- Angelo Evangelista in This Beautiful Fantastic
- Gabriele Vender in Il professore e il pazzo, Leopardi & co.
- Maurizio Merluzzo in Billionaire Boys Club
- Flavio Aquilone ne L'ispettore Dalgliesh